# Салтыково (Сердобский район)
Салтыково — село в Сердобском районе Пензенской области. Входит в состав Пригородного сельсовета.

## География
Село расположено в юго-западной части области на расстоянии примерно в 11 километрах по прямой к юго-востоку от районного центра Сердобска.
Часовой пояс
Село Салтыково как и вся Пензенская область, находится в часовой зоне МСК (московское время). Смещение применяемого времени относительно UTC составляет +3:00.

## Население
| 1795  | 1859  | 1877  | 1897  | 1911  | 1926  | 1928  |
| ----- | ----- | ----- | ----- | ----- | ----- | ----- |
| 2398  | ↘1457 | ↗1951 | ↗2173 | ↗2595 | ↗2785 | ↗2939 |
| 1939  | 1959  | 1979  | 1989  | 1996  | 2002  | 2010  |
| ↘1347 | ↘816  | ↘495  | ↘244  | ↘207  | ↘174  | ↘152  |

Национальный состав
Согласно результатам переписи 2002 года, в национальной структуре населения русские составляли 100 % из 174 чел..